# أ. برترام تشاندلر
أ. برترام تشاندلر (بالإنجليزية: A. Bertram Chandler)‏ (28 مارس 1912، ألدرشوت في المملكة المتحدة - 6 يونيو 1984، سيدني في أستراليا)؛ كاتب وروائي أسترالي.